# Cité de l'architecture et du patrimoine
 (août 2022).
 (août 2022).
La Cité de l’architecture et du patrimoine est un établissement public à caractère industriel et commercial (EPIC), placé sous tutelle directe du ministère de la Culture et de la Communication.
La Cité a pour principale mission d’assurer la promotion de l’architecture et du patrimoine bâti français en France et à l’étranger, et de faire découvrir les œuvres emblématiques du patrimoine architectural français et la création contemporaine internationale.
Installée dans l'« aile Paris » (ou aile nord-est) du palais de Chaillot, situé place du Trocadéro-et-du-11-novembre, dans le 16e arrondissement de Paris, à proximité des stations de métro Trocadéro et Iéna, elle constitue, avec sa surface au sol de 22 000 m2, le plus grand centre d'architecture au monde, surpassant en superficie le Design Museum de Londres.

## Historique

### Alexandre Lenoir à l'origine du premier musée des Monuments français (1795-1815)
Dès 1795 et face aux destructions révolutionnaires, Alexandre Lenoir fonde dans l'actuelle École des Beaux-Arts le premier musée des Monuments français, qui recueille un certain nombre de chefs-d’œuvre sauvés in extremis ou par ruse des révolutionnaires.
Nommé administrateur (il le reste jusqu'à sa disparition), il en ouvre les portes au grand public.
L'organisation propose alors un parcours chronologique de salles dédiées à chaque période et le musée a une influence durable, bien que Lenoir y ait mis en scène et reconstitué des monuments sans aucune garantie scientifique dans un esprit très romantique.
Le musée est démantelé en 1815 sous la Restauration, et les lieux sont dévolus à la nouvelle École des Beaux-Arts.

### Eugène Viollet-le-Duc crée le musée de la Sculpture comparée (1879-1937)
C'est à l'architecte Eugène Viollet-le-Duc que l'on doit l'idée de faire renaître le musée des Monuments français de Lenoir en 1879.
Inauguré en 1882, trois ans après la mort de son inspirateur, c'est sous le nom de musée de la Sculpture comparée qu'il est inauguré dans une aile du palais du Trocadéro, construit pour l'Exposition universelle de 1878.
Il comprend alors principalement des moulages de monuments, une pratique qui vise à préserver et faire connaître les monuments aux artistes et personnes intéressées.
C'est également à l'occasion de l'installation du musée qu'une chaire d'histoire de l'architecture française du Moyen Âge et de la Renaissance est confiée à un disciple de Eugène Viollet-le-Duc, l'architecte Anatole de Baudot (1834-1915), l'un des théoriciens du béton armé et le maître de l'école rationaliste française.
Installée dans le pavillon d'about du palais, elle prendra diverses formes pour devenir l'École de Chaillot.

### Paul Deschamps refond le musée des Monuments français (1937-1998)
À la tête du musée depuis 1927, Paul Deschamps bénéficie d'une extension substantielle des surfaces d'expositions du musée en 1937, à la faveur des travaux de reconstruction du palais de Chaillot en vue de l'Exposition universelle de 1937.
Si le musée n'est pas détruit et que son aile conserve ses fermages métalliques d'origine (toujours visibles aujourd'hui dans la galerie des moulages), le promenoir côté Seine est remplacé par une vaste galerie fermée qui double le rez-de-chaussée, tandis que l'étage est lui aussi fermé par la façade Art déco et étendu.
Cette opportunité permet la création du département des peintures et des vitraux et la réorientation de l'exposition autour des monuments français dans leur ensemble au delà de la seule sculpture comparée.

### 1998-2004: préfiguration de la Cité de l'Architecture et du patrimoine par Jean-Louis Cohen
En 1997, le projet de déménagement de la Cinémathèque française (salle de cinéma et musée Langlois) de l'atelier de moulages du Louvre installé dans le palais de Chaillot permettent d'y libérer des espaces.
Sur proposition de Jean-Marie Pérouse de Montclos et de Jean-Marie Vincent, la Direction du Patrimoine du ministère de la Culture lance une réflexion autour de l'établissement d'un centre national du patrimoine fusionnant :
- Le musée des Monuments français créé en 1937 et dont l'origine remonte au musée de sculpture comparée créé en 1879 par Eugène Viollet-le-Duc. Il rassemble des collections de maquettes, mais aussi de moulages, de peintures murales et de vitraux reproduisant, grandeur nature, les chefs-d'œuvre de l'histoire patrimoniale française depuis le XIe siècle[2]
- L'École de Chaillot, qui forme, depuis 1887, les praticiens se destinant aux concours et carrières d'architecte en chef des monuments historiques (ACMH), puis d'architecte des bâtiments de France (ABF), aujourd'hui « Architecte Urbaniste de l'État » (AUE, option Patrimoine), ainsi que les architectes du Patrimoine français et étrangers qui y obtiennent le Diplôme de Spécialisation et d'Approfondissement (DSA) en « architecture et patrimoine »[3]
- L'Institut français d'architecture (IFA), organisme créé en 1981 pour assurer la promotion de l'architecture contemporaine française et conserver les archives d'architectes.

Jean-François Bodin est chargé du projet dès mars 1997 mais en octobre le projet est abandonné au stade des appels d'offres et malgré la délivrance du permis de construire.
Jean-Louis Cohen, architecte et directeur du musée des Monuments français, ainsi que de l'Institut français d'architecture, présente en février 1998 un rapport pour une Cité de l'architecture et du patrimoine. La mission de maîtrise d’œuvre de Jean-François Bodin est confirmée.
Une mission de préfiguration de la CAPA est installée le 2 juillet 2001 mais la réorientation vers la seule architecture au détriment du patrimoine dans son ensemble est critiquée très fortement et le chantier s'arrête.

### 2004-2012: réorientation vers la ville et l'urbanisme
Le 9 juillet 2004, la CAPA est créée sous la forme d'un EPIC par décret (2004-683) et François de Mazières en est nommé président-directeur-général avec pour mission d'assurer la réorientation du programme.
La programmation est réorientée vers les questions de l'urbanisme et de la ville, tandis qu'un programme de grandes expositions ainsi qu'un cycle de conférences intitulé « Défis de ville », mettant en présence élus et architectes-urbanistes sont lancés.
La réorientation est approuvée en 2005 et les bureaux sont livrés en février et août 2006.
L'accueil du pavillon d'about, les locaux de l'École de Chaillot, les galeries d'actualité, l'espace d'exposition dit « cathédrale », l'auditorium (ex-Cinémathèque) sont ouverts au public en novembre 2006.
Les galeries d'expositions temporaires sont livrées en mars 2007, l'accueil du hall Trocadéro, la bibliothèque, les ateliers pédagogiques et les installations muséographiques sont finalisées en juillet 2007.
Une première ouverture à près de 18 000 visiteurs a lieu à l'occasion des Journées européennes du patrimoine des 15 et 16 septembre 2007 et l'inauguration officielle par Nicolas Sarkozy, président de la République, a lieu le 17 septembre 2007. L'ouverture au public se fait le 19 septembre 2007.
Dans son discours, le Président de la République reprend la proposition avancée par François de Mazières d'une grande consultation sur l'avenir du Grand Paris ouverte à dix groupements d'architectes.
En mars 2009, à l'occasion de l'exposition où sont présentés les travaux des dix équipes, Nicolas Sarkozy reviendra à la Cité en présence de Bertrand Delanoë, maire de Paris, et de Jean-Paul Huchon, président de la région Île-de-France, pour présenter à la presse le projet du métro du Grand Paris et de ses gares. Cette exposition sur le « Grand Paris », en accès gratuit, accueille plus de 200 000 visiteurs.
En octobre 2009, François de Mazières est reconduit à la présidence de l'établissement public de la Cité de l'architecture et du patrimoine. Il lance deux expositions sur les questions de développement durable (« Habiter écologique », 2009, et « La Ville fertile », 2011) et des expositions à grand succès populaire, « Architecture et BD », 2010 (108 000 visiteurs) - « Les Hôtels particuliers parisiens », 2011 (101 000 visiteurs) - « Quand l'art déco séduit le monde » (205 000 visiteurs).
François de Mazières démissionne de la présidence de la Cité de l'architecture et du patrimoine en juin 2012, après avoir été élu député de la première circonscription des Yvelines.
Guy Amsellem, alors directeur de l'École nationale supérieure d'architecture de Paris-La Villette le remplace en décembre 2012 et son mandat est marqué par l'intégration de ressources financières venant de partenaires privés tels que Bouygues Immobilier (groupe français de promotion immobilière), le Groupe Moniteur (groupe français de presse spécialisée) et Vitra (groupe suisse de mobilier et de design).
En septembre 2014, la CAPA a fait l'objet d'un audit approfondi, ainsi que d'un rapport de la Cour des comptes.

## Gouvernance
Julien Bargeton, ancien conseiller référendaire à la Cour des comptes, sénateur et adjoint à la Ville de Paris, dirige la CAPA à partir du 2 mai 2024, remplaçant Catherine Chevillot, qui avait été nommée à ce poste par le ministère de la Culture en 2021, succédant elle-même à Marie-Christine Labourdette.

## Collections
La collection de la Cité de l'architecture et du patrimoine comprend :
- Plus de 7 000 moulages architecturaux, présentés en particulier dans la « galerie des moulages » créée en 1879
- 350 reproductions de peintures murales
- Plus de 300 maquettes anciennes et modernes, déposées notamment par le centre de recherche de la médiathèque de l'architecture et du patrimoine
- 1 matériauthèque hébergée par l'École de Chaillot pour servir de support pédagogique à ses étudiants
- 4000 œuvres graphiques
- Plus de 450 fonds d'archives d'architectes (Hennebique, Perret, Sauvage, Aillaud, Arretche, Andrault et Parat, Candilis, Carlu, Balladur, Bonnier, Dubuisson, Fainsilber, Gillet, Laprade, Lods, Lurçat, Moreux, Patout, Parent, Pingusson, Prost, Riboulet, Subes, Süe, Zehrfuss) comprenant des centaines de milliers de plans et de photographies et 600 maquettes supplémentaires. Ces fonds sont conservés au Centre d'archives d'architecture du XXe siècle, annexe de la cité situé au 3, boulevard Ney dans le 18e arrondissement et sont consultables sur la base Archiwebture.

Les collections du musée sont réparties dans trois galeries :
- La galerie des moulages :plus de 350 moulages en plâtre allant jusqu'à 10 mètres de haut et 60 maquettes exposés au rez-de-chaussée
- La galerie d'architecture moderne et contemporaine : 300 maquettes et environ 900 dessins, ainsi que des éléments d'architecture grandeur nature dont un appartement type de l’unité d'habitation de Marseille de Le Corbusier exposés au premier étage.
- La galerie des peintures murales et des vitraux : 36 copies à l'échelle de peintures murales en 3 dimensions, 48 reproductions de peintures planes, 6 de vitraux et 30 maquettes exposés sur les deux derniers étages.

## Bibliothèque d'architecture contemporaine Jean-Louis Cohen de la Cité de l'architecture et du patrimoine
Outre le Centre d'archives d'architecture du XXe siècle, la cité de l'architecture comprend une bibliothèque de 55 000 livres, 500 revues, films documentaires et documents électroniques, disposant de 100 places sur 1 300 m2, et propose un portail documentaire en ligne. Son plafond voûté reproduit en grandeur réelle les fresques romanes de la nef de l'abbaye de Saint-Savin-sur-Gartempe.
Une librairie-boutique est par ailleurs installée dans le hall d'entrée, doté d'un restaurant gastronomique nommé Girafe, et qui offre une vue surplombante sur la Tour Eiffel.

## Programmation
Depuis son ouverture en 2007, la cité offre une programmation ambitieuse en proposant de nombreuses expositions, des colloques, conférences, débats, cycles (comme « Focus », sur une base thématique ou « Duos et débats », en présence d'architectes), journées d'études professionnelles, notamment sur la conservation des monuments historiques, cours publics sur l'architecture, séances de cinéma, activités pédagogiques, dans des locaux dédiés comprenant un auditorium de 277 places, qui fut l'ancienne salle de la Cinémathèque française.
La Cité de l’architecture accueille ainsi les Albums des jeunes architectes et des paysagistes et le Palmarès grand public, présentant l'actualité architecturale issue notamment des concours publics, le Laboratoire du logement, les Rendez-vous critiques, les Rendez-vous métropolitains, les Rendez-vous design et lumière, etc. ou les Entretiens de Chaillot, conférence mensuelle d'un architecte, urbaniste ou paysagiste français ou étranger. Elle est à l'origine de la création de l’Observatoire de la ville, qui a comme objectif « d'apporter aux nombreux acteurs de ce secteur (habitants, promoteurs, élus, architectes, urbanistes…) un lieu d'information, de réflexion prospective et d'échanges, afin de créer les circonstances propices au débat, pour imaginer des solutions innovantes et proposer des applications concrètes aux acteurs de la ville de demain ».
Le Global Award for Sustainable Architecture, fondé en 2006 par l’architecte et professeur Jana Revedin, avec la Cité de l’architecture et du patrimoine comme partenaire culturel et sous le patronage de l'UNESCO, est délivré à la Cité depuis 2007.

### Expositions
La Cité dispose de lieux d'expositions au sein de chacune des deux galeries d'exposition permanente, dont la salle Viollet-le-Duc, et de cinq espaces d'expositions temporaires dans les étages inférieurs, dont la grande galerie haute de 900 m2 qui accueille une ou deux grandes expositions annuelles et la galerie basse de 382 m2, tandis que les rues haute et basse présentent des expositions dossiers, dont celles des ateliers de l'école de Chaillot et le hall d'about les expositions de la Plateforme de la création architecturale et du Laboratoire du logement, l'ensemble totalisant plus de 2 000 m2. Cette multiplicité des espaces permet d'organiser une dizaine d'expositions par an.
En 2009, l'exposition « le Grand Pari de l'agglomération parisienne » présente les résultats d'une consultation internationale lancée par le Président de la République, Nicolas Sarkozy, sur le devenir de l'agglomération. Jean-Christophe Quinton, architecte et directeur de l'école nationale supérieure d'architecture de Versailles (ENSA Versailles), en assure le commissariat. La fréquentation est alors supérieure à 210 000 visiteurs. Une exposition sur « L'habitat écologique » est aussi programmée, dont Dominique Gauzin-Müller est la commissaire.
En 2010, la bande dessinée est mise à l'honneur avec l'exposition « Archi & BD, la ville dessinée ». Jean-Marc Thévenet en assure le commissariat et sa fréquentation est de 108 000 visiteurs.
En 2011, l'exposition « L'Hôtel particulier, une ambition parisienne » a pour commissaire l'historien de l'art Alexandre Gady avec une fréquentation de 101 000 visiteurs et l'exposition « La ville fertile » est confiée à Nicolas Gilsoul, architecte et paysagiste, et Michel Péna et Michel Audouy, paysagistes.
En 2012, l'exposition « Circuler, quand nos mouvements façonnent la ville », permet au visiteur de suivre des origines au futur proche, l’évolution des conceptions urbaines, des espaces urbains et des bâtiments générée par la circulation des hommes à travers les territoires. Le commissariat de cette exposition est assuré par l’architecte et ingénieur Jean-Marie Duthilleul.
En 2013, le mouvement Art déco est l'objet de l'exposition « 1925, quand l'Art déco séduit le monde ». Guy Amsellem, arrivé à la Cité en novembre 2012, trouve cette exposition programmée par son prédécesseur François de Mazières, élu député et qui démissionne en juin 2012, et Emmanuel Bréon, conservateur en chef à la Cité. Cette exposition accueille près de 205 000 visiteurs.
En 2014, deux expositions sont présentées. « Revoir Paris », pour laquelle François Schuiten et Benoît Peeters, auteurs des Cités Obscures, font dialoguer leur vision futuriste de la Ville Lumière avec une sélection de dessins d’architectes et de projets d’urbanisme conçus pour Paris depuis deux siècles, ainsi qu'une exposition patrimoniale « Viollet-le-Duc, les visions d'un architecte » sur l'œuvre d'Eugène Viollet-le-Duc.
En 2015, a lieu l'exposition « Tout est paysage, une architecture habitée - Simone et Lucien Kroll » dédiée à l'œuvre de Simone et Lucien Kroll, et la Plateforme de la création architecturale inaugure dans le hall d'about ses expositions trimestrielles « Duos et débats », associant deux ateliers d'architectes, l'un français, l'autre européen.
En 2016, l'exposition « Tous à la plage » dresse un panorama de l'histoire des villes balnéaires en France, au regard des pratiques européennes, des origines à nos jours.
En 2017, deux expositions sont proposées. « L'architecte. Portraits et clichés » présente l’évolution du métier d’architecte sous tous ses aspects depuis l'Antiquité et « Globes. Architectures et sciences explorent le monde » montre à travers 90 projets et réalisations de bâtiments sphériques, comment les architectes, accompagnés des astronomes, géographes et écrivains de science fiction ont participé à la découverte du monde terrestre et céleste et à sa représentation de l’Antiquité à nos jours. Par ailleurs, la Cité célèbre ses 10 ans avec les expositions « 10 ans d'acquisitions (2007-2017) » et « 10 ans de restaurations (2007-2017) ».
En 2018, l'exposition « Mai 68. L’architecture aussi » invite à revisiter les épisodes liés à Mai 68 et la vingtaine d’années précédant et suivant cet évènement politique, de 1962 à 1984, qui virent le renouvellement de l’enseignement accompagner celui de l’architecture et de l’urbanisme. Deux expositions monographiques présentent également les œuvres de Alvar Aalto et Georges-Henri Pingusson.

## Fréquentation
En 2016, la Cité de l'architecture et du patrimoine a accueilli 250 642 visites pour le musée et les expositions temporaires, dont 95 130 payantes.
Les grandes expositions ont accueilli plus de 210 000 visiteurs pour « le Grand Pari de l'agglomération parisienne » en 2009 ; 108 000 visiteurs pour « Archi & BD, la ville dessinée » en 2010 ; 101 000 visiteurs pour « L'Hôtel particulier, une ambition parisien » en 2011 ; 205 000 visiteurs pour « 1925, quand l'Art déco séduit le monde » en 2013.

## Galerie

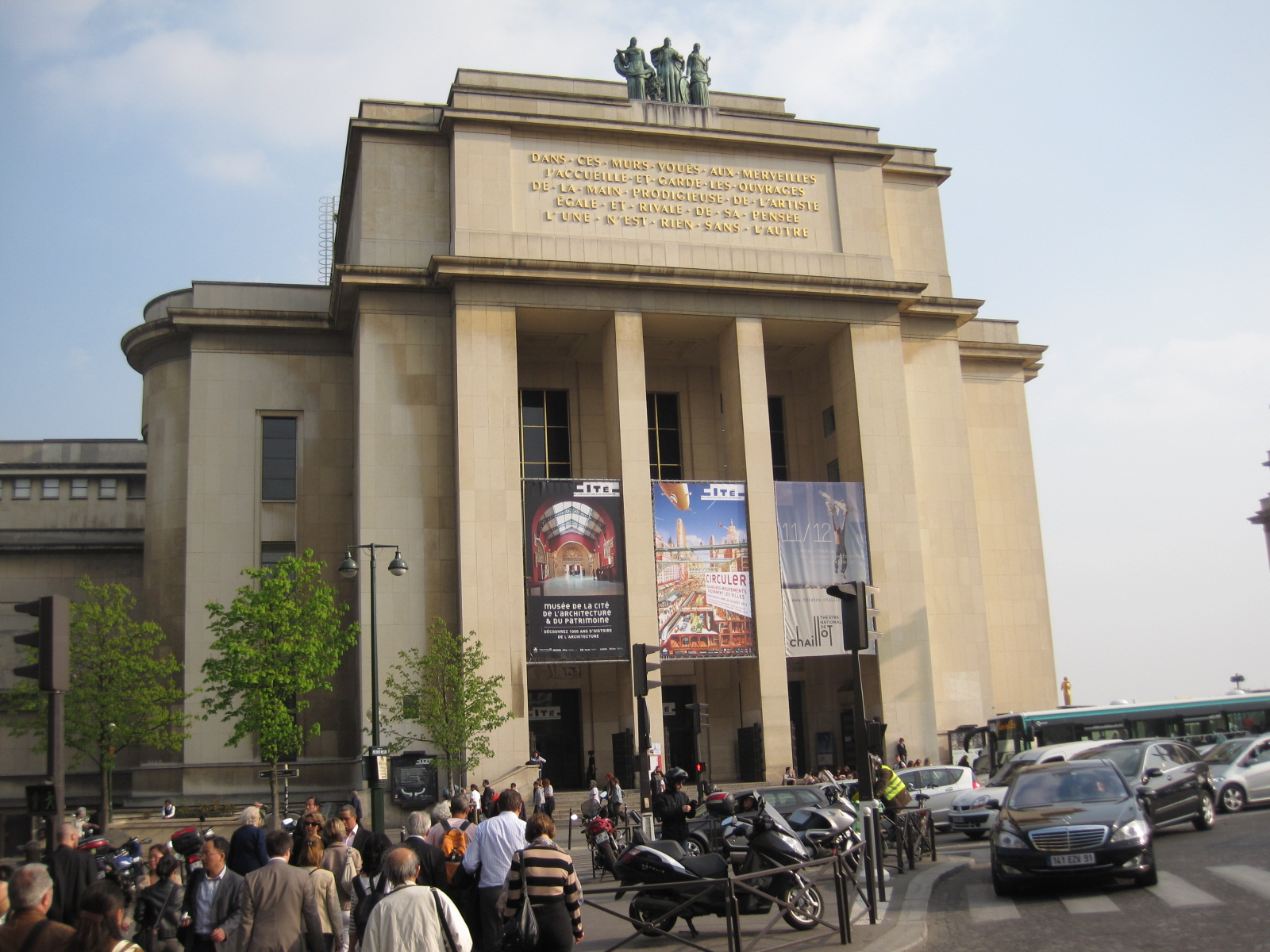
Entrée commune avec le Théâtre national de Chaillot.
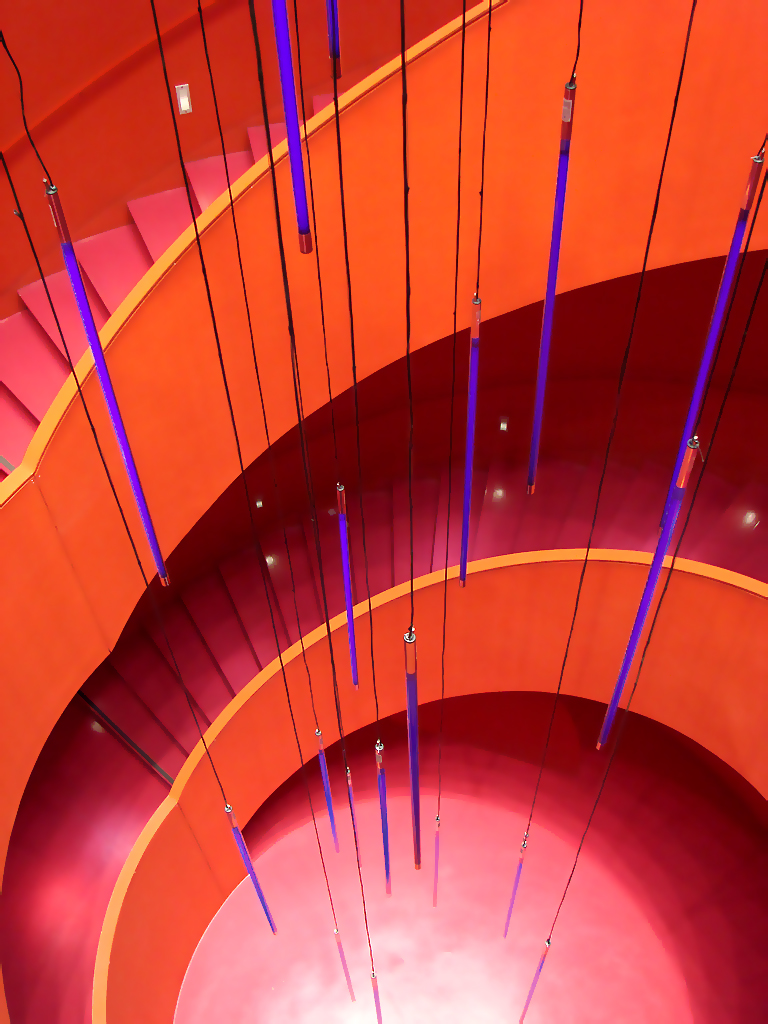
Pavillon d'About, escalier hélicoïdal.
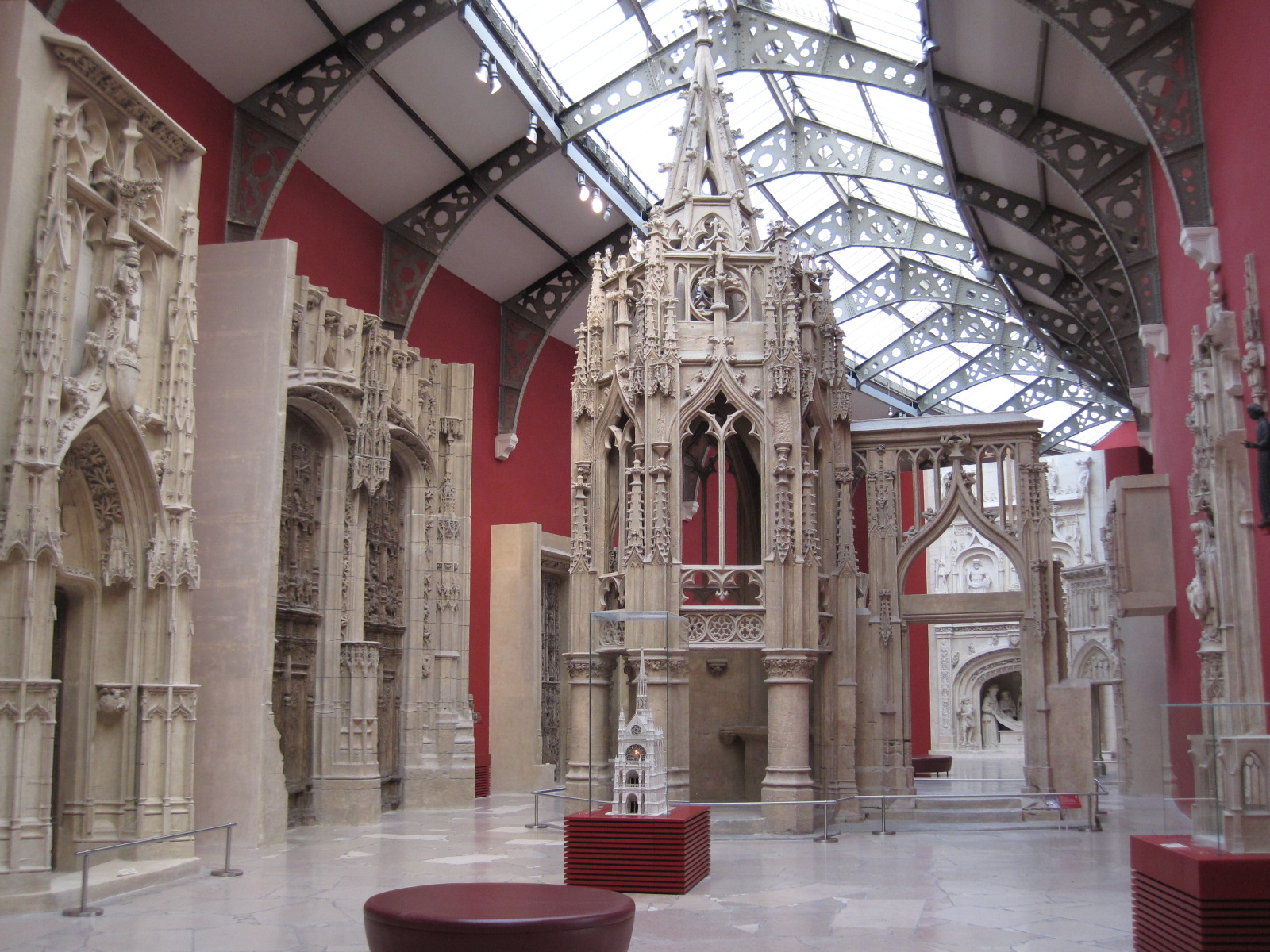
Galerie des moulages. Ici une copie de la Receveresse d'Avioth.
Une unité d'habitation de la cité radieuse de Le Corbusier est exposée.
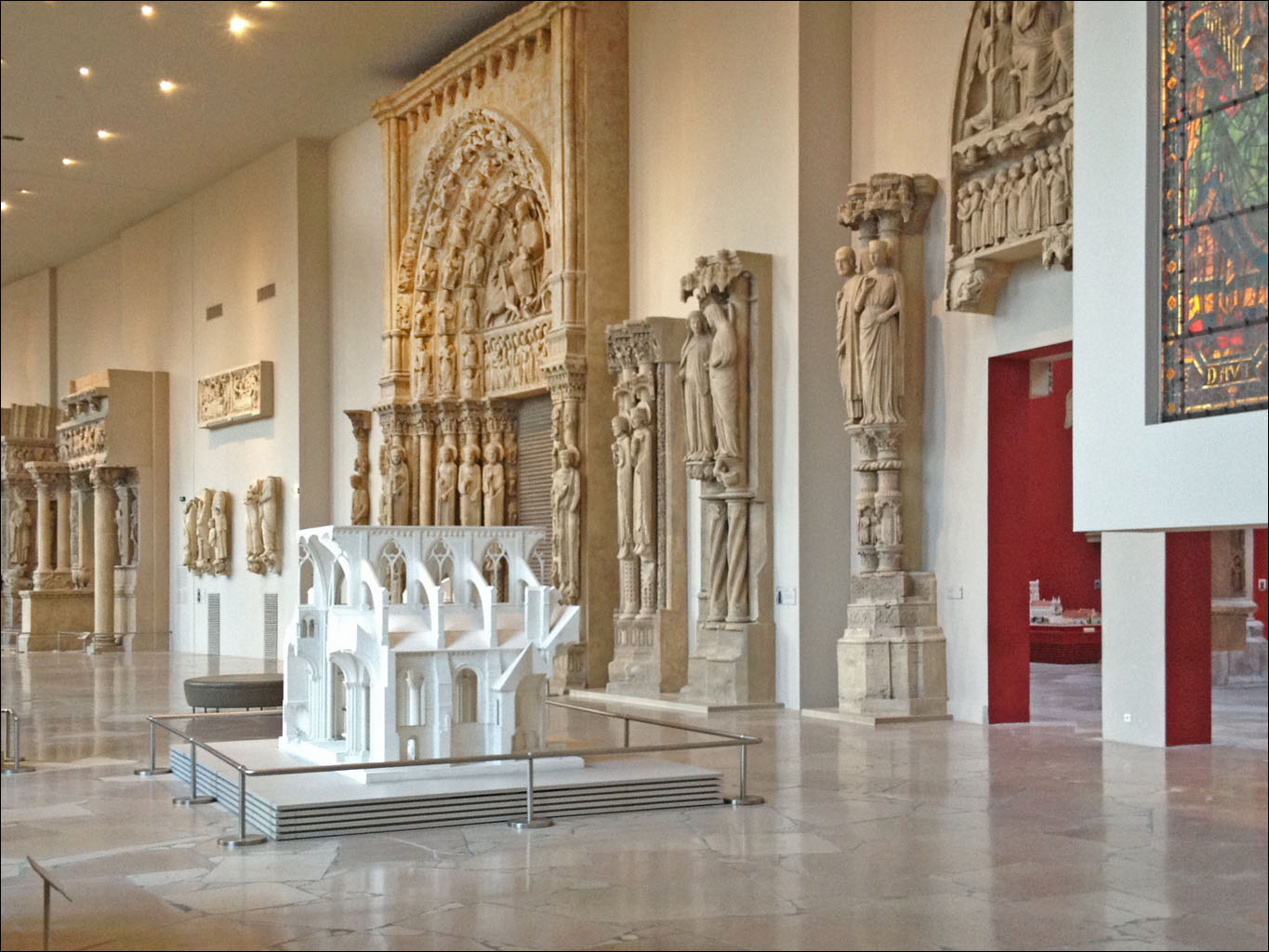
Le premier niveau.
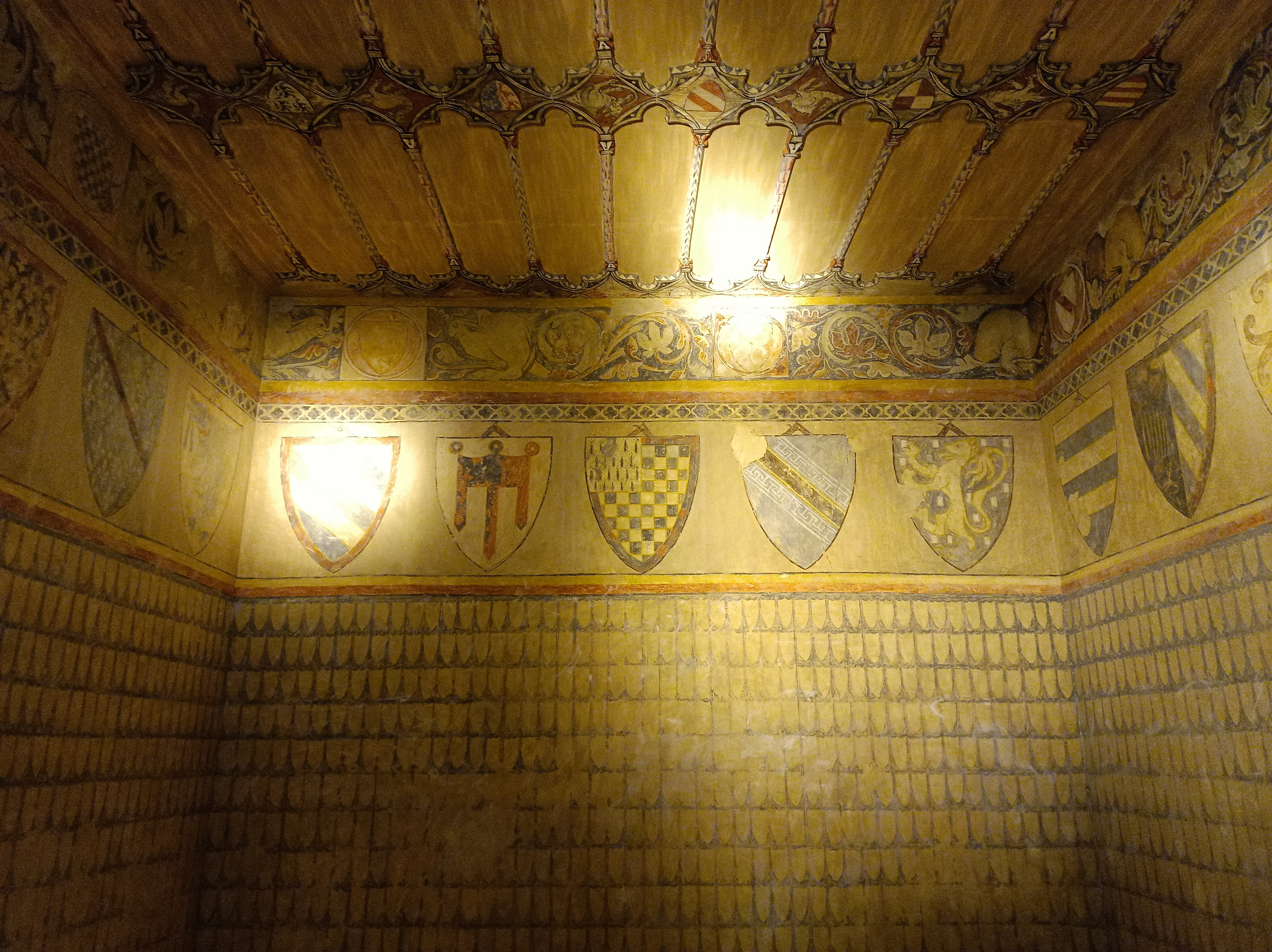
Fresques anciennes à l'étage.

## Accès
La Cité de l'architecture et du patrimoine est accessible par la station de métro Trocadéro, desservie par les lignes 6 et 9 du métro de Paris et par la ligne C du RER.